# Кале, Ганс Георг
Ганс Кале (нем. Hans Kahle; 22 апреля 1899, Шарлоттенбург — 1 сентября 1947, Берлин) — немецкий коммунист, агент советской разведки (псевдоним — Джордж).

## Биография
Ганс родился в семье высокопоставленного прусского чиновника, учился несколько лет в гимназии, а затем в прусской кадетской школе Лихтерфельде. По окончании школы в мае 1917 года принял участие в боях Первой мировой войны, воевал на французском фронте (1917-18). В июле 1918 года уже лейтенант Ганс Кале попал в плен к французам, когда находился в разведке со своими солдатами.
В Берлин он вернулся весной 1920 года, после чего продолжать службу в армии не стал, а занялся изучением торгового дела в Высшей коммерческой школе. Получив диплом коммерсанта, Ганс отправился в качестве торгового служащего в Мексику, где провёл шесть лет (1921—26).
В этой стране он близко познакомился с капитализмом во всей его красе. На родину вернулся в 1927 году и ещё раз сменил профессию, став журналистом.
После этого он прослушал курс лекций в Марксистской рабочей школе и в 1928 году вступил в Коммунистическую партию Германии. Главным направлением его партийной работы стала культурно-политическая деятельность. Он работал в «Свободном радиосоюзе Германии», был председателем этого коммунистического объединения радиолюбителей (1930—32), затем редактировал еженедельник «Арбайтер Зендер» и руководил его изданием (1932-33).
С приходом к власти нацистов Кале иммигрировал в Швейцарию, где продолжал заниматься журналистикой (1933-34). Потом по линии МОПРа работал во Франции и Испании (1934-36), редактировал в Париже издание МОПРа «Трибунал», работал в «Дойче фольксцайтунг», организовывал помощь шахтерам Астурии — участникам восстания, которое произошло в октябре 1934 года и было жестоко подавлено властями после двухнедельного сопротивления.
Когда началась гражданская война в Испании, он вошёл в состав организационного комитета Интернациональных бригад. Служил в Республиканской армии под именем Ганса Георге, командовал 1-м батальоном им. Эдгара Андре, сформированным из немцев и австрийцев и вошедшим в состав 11-й интербригады (октябрь-декабрь 1936), а в декабре возглавил эту бригаду. Бригада отличалась в боях под Мадридом, на фронте у Харамы и в Гвадалахарской операции. На фронте познакомился с писателем Эрнестом Хемингуэем.

Ганс Кале и Хэмингуэй

Последние месяцы пребывания в Испании подполковник республиканской армии, командовал 19-й и 45-й дивизиями.
В 1938-39 годах Ганс Кале находился в эмиграции во Франции.
С 1939-го — в Великобритании, один из руководителей тамошней организации КПГ (1939—1946), был интернирован в Канаде (1940—41), как и многие другие немецкие эмигранты. Освобожден после нападения Германии на Советский Союз, военный корреспондент газеты КПВ «Дейли Уоркер», а также журналов «Тайм» и «Форчун». В 1943 году Кале стал одним из организаторов движения «Свободная Германия» на Западе.
Советский военный разведчик (1940-1943), оперативный псевдоним «Джордж», связан был с Рут Вернер, которой передавал информацию, добытую им лично и ещё пятью немецкими эмигрантами.
В феврале 1943 года Центр настоял на том, чтобы Соня (одна из подпольных кличек Рут Вернер) прервала с ним контакты, поскольку НКВД сообщил Разведупру, что Кале был завербован в Испании врагом народа Манфредом Штерном (под именем генерала Эмилио Клебера он до Кале тоже командовал той же 11-й интербригадой).
Однако его журналистская и общественная деятельность не прерывалась. В 1944-46 годах он был организатором работы местной организаций КПГ, ответственным за связи с английскими организациями. Также печатался в изданиях «Айнхайт», «Янг Чекословакиа», «Фрайе трибюн» и других.
Вернулся в Германию в феврале 1946 года. Вступил в Социалистическую единую партию Германии. Служил начальником народной полиции земли Мекленбург (март 1946 — август 1947). Умер 1 сентября 1947 года.

Почтовая марка ГДР, 1966 год

## Сочинения
- Знай своего врага!
- Один хороший год
- Солдаты Сталина
- Заговор против Гитлера
- Командиры Сталина